# الخاتم 2
الخاتم 2 (بالإنجليزية: The Ring Two)‏ هو فيلم رعب تم إنتاجه في الولايات المتحدة سنة 2005.

## طاقم التمثيل
- نعومي واتس
- سايمون بيكر
- إليزابيث بيركنز
- غاري كول
- سيسي سبيسك

## القصة
تروي القصة حكاية لشابة مريبة مسالمة لكن اباها لا يحب ان يكون له أبناء لعدم تركه ممارسة رعاية الأحصنة ورعاية ابنائه فيهدد الاب الام بقتلها ان لن تتخلص من الفتاة
و بعد مرور أيام تُلقي الام ابنتها ببئر منخفض جدًا
فتقوم الفتاة بتصوير سيرتها الذاتية وكل من يشاهد الفيديو يلقى حتفه بعد مرور 7 أيام وقبل ذلك يرى أي شيء معبّرٌ عن " حَلَقَة"

## الميزانية والإيرادات
بلغت تكلفة إنتاج الفيلم حوالي 50 مليون دولار بينما حقق أرباحا تقدر بـ 161,451,538 دولار.

## وصلات خارجية
- الخاتم 2 على موقع IMDb (الإنجليزية)
- الخاتم 2 على موقع ميتاكريتيك (الإنجليزية)
- الخاتم 2 على موقع روتن توميتوز (الإنجليزية)
- الخاتم 2 على موقع نتفليكس (الإنجليزية)
- الخاتم 2 على موقع قاعدة بيانات الأفلام العربية
- الخاتم 2 على موقع ألو سيني (الفرنسية)
- الخاتم 2 على موقع أول موفي (الإنجليزية)
- الخاتم 2 على موقع بوكس أوفيس موجو (الإنجليزية)
- الخاتم 2 على موقع فيلمافينيتي (الإسبانية)
- الخاتم 2 على موقع قاعدة بيانات الأفلام السويدية (السويدية)
- وصف الفيلم The Ring 3
- الخاتم 2 على موقع أول موفي.